# Postzegelvel

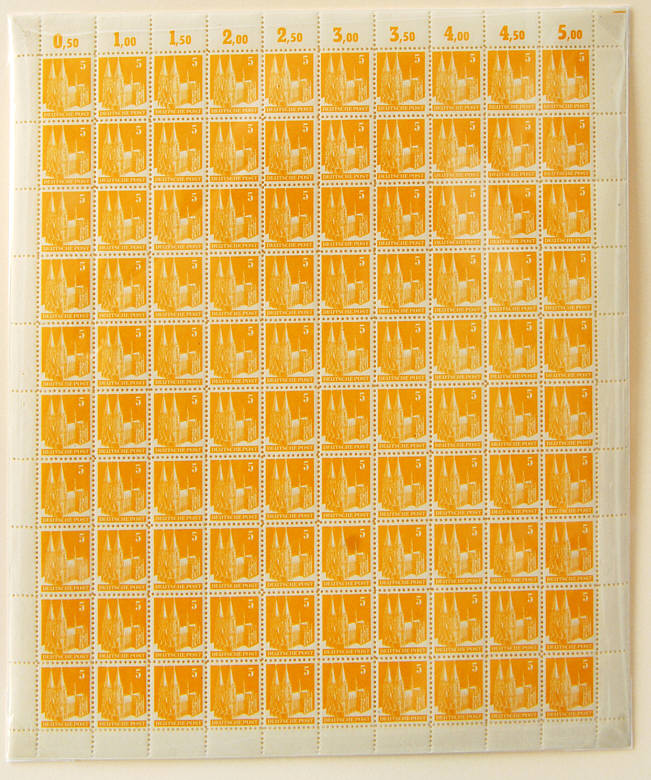
Duits postzegelvel met 10×10 postzegels (gele dom)

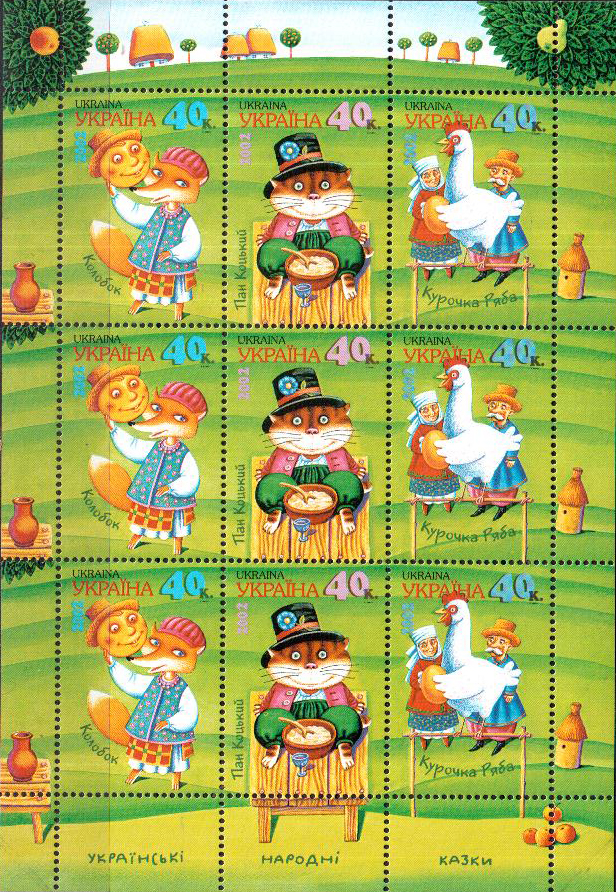
Velletje: verhalen uit Oekraïne 2002

Een postzegelvel is een combinatie van meerdere - meestal - gelijke zegelbeelden in tabelvorm. De ruimten tussen de afzonderlijke postzegels zijn even groot en geven ruimte voor een snede of perforatie, ook wel vertanding genoemd.
Het postzegelvel is een vinding om grote oplagen postzegels te drukken, van gom te voorzien en gemakkelijk te distribueren. In de beginjaren van de postzegeluitgifte was het postzegelvel niet geperforeerd en werden de zegels uit het vel geknipt door de loketbeambte. Vanaf ca. 1860 worden de vellen geperforeerd, zodat er sneller een zegel losgemaakt en verkocht kan worden. Het aantal postzegels per vel verschilt per uitgave, bijvoorbeeld 100 zegels per vel. De postzegelvellen hebben veelal rondom een rand om druktechnische redenen. Later werden deze velranden ook bedrukt om bijvoorbeeld per rij of kolom totaalbedragen aan te geven, de gelegenheid van uitgifte of omschrijving van het zegelbeeld. In sommige landen zijn deze zegels aan de velrand een verzamelobject geworden, de postzegel met tab. 

## Velletje
Eerst werden voor speciale gelegenheden kleinere postzegelvellen gemaakt veelal met toeslag. De toeslag is bestemd voor die gelegenheid, vertegenwoordigd door een organisatie. In tegenstelling tot de postzegelvellen van frankeerzegels bevatten deze vellen meestal verschillende postzegelbeelden. Vanwege het formaat worden dit in de filatelie velletjes genoemd. Een bekend voorbeeld hiervan in Nederland zijn de kinderzegelvelletjes sinds 1965. De eerste twee velletjes in Nederland zijn echter uitgegeven met Legionzegels in 1942, elk velletje met één zegelbeeld. Sinds 1999 brengt postNL alleen nog maar zegels uit in mailers en kleine postzegelvellen, velletjes dus. Het traditionele grote postzegelvel met bijvoorbeeld 100 frankeerzegels wordt niet meer in Nederland gebruikt. PostNL verkoopt in principe geen losse postzegels meer. Bij wederverkopers zijn losse postzegels wel te verkrijgen als service.

## Mailers of hankboekje en postzegelboekje
Mailers zijn (sticker)vellen van 50 stuks, die een samenhangend omslag hebben waarin het postzegelvel is gevouwen. In de omslag is een oog gestanst om in een verkooprek te hangen. Een andere benaming onder filatelisten is hangboekje. Dit is tevens de opvolger van het postzegelboekje, die echter nog tot 2007 door PostNL werden uitgegeven.

## Blok
Een speciaal velletje, waarin één of meerdere zegels worden opgenomen met een grote velrand, wordt een blok genoemd. Meestal wordt er in de velrand van het blok extra informatie over de uitgifte gegeven en/of loopt het beeld door. Tot ongeveer halverwege de 20ste eeuw werden deze blokken in sommige landen nog ongeperforeerd uitgegeven. In tegenstelling tot een postzegelvel of velletje lopen alle perforatielijnen van een zegel in een blok niet door tot de velrand. De eigenlijke postzegel kan zich op elke plaats in van het blokvel bevinden. In tegenstelling tot het velletje wordt de zegel in de regel niet door filatelisten uit het blok gehaald. Bij verzending wordt het blok in zijn geheel gebruikt voor frankering. Blokken hebben geen bijzonder postaal doel en zijn zelfs onhandig voor frankering. De blokken worden voornamelijk voor postzegelverzamelaars en (postzegel)jubilea uitgegeven.  
andreaskruis · baarfrankering · brandkastzegel · cinderella · decemberzegel · dienstzegel · doorloper · dwangtoeslagzegel · eerste postzegelemissie · gelegenheidszegel · gemeenschappelijke postzegelemissie · gemengde frankering · gepersonaliseerde postzegel · kinderpostzegel · langlopende postzegel · luchtpostzegel · perfin · portzegel · postpakketzegel · postzegel met tab · postzegelboekje · spoorwegzegel · toeslagzegel · vertanding · voorafstempeling · zelfklevende postzegel · zomerpostzegel · zondagstrookje
Portaal · Categorie